# Municipio de Union (condado de Rush, Kansas)
El municipio de Union (en inglés: Union Township) es un municipio ubicado en el condado de Rush en el estado estadounidense de Kansas. En el año 2010 tenía una población de 43 habitantes y una densidad poblacional de 0,31 personas por km².

## Geografía
El municipio de Union se encuentra ubicado en las coordenadas 38°24′55″N 99°24′43″O / 38.41528, -99.41194. Según la Oficina del Censo de los Estados Unidos, el municipio tiene una superficie total de 140.52 km², de la cual 140,5 km² corresponden a tierra firme y (0,01 %) 0,02 km² es agua.

## Demografía
Según el censo de 2010, había 43 personas residiendo en el municipio de Union. La densidad de población era de 0,31 hab./km². De los 43 habitantes, el municipio de Union estaba compuesto por el 97,67 % blancos, el 2,33 % eran de otras razas. Del total de la población el 13,95 % eran hispanos o latinos de cualquier raza.